# كونستانس (رواية)
كونستانس (بالإنجليزية: Constance)‏ هي ثالث روايات سلسلة خماسية أفينيون للكاتب البريطاني لورانس داريل، نشرت عام 1982، عن دار نشر فابر آند فابر.